# Gloeospermum ferrugineostictum
Gloeospermum ferrugineostictum là một loài thực vật có hoa trong họ Hoa tím. Loài này được A.Robyns mô tả khoa học đầu tiên năm 1966.